# 갱랜드 언더커버
갱랜드 언더커버(Gangland Undercover)는 자신의 형량을 줄이기 위해 ATF(주류·담배·화기 단속국)와의 거래로 잠입 요원으로 바고스(Vagos)라는 그당시 가장 악명 높았던 모터사이클 갱조직에 들어가 2003년~2006까지 활약했던 찰스 팔코라는 사람의 실화를 바탕으로 각색한 미니시리즈 드라마이다. 히스토리 채널에서 2015.02.24.~2015.03.31까지 방영하였고 총 6개의 에피소드로 구성되어있다.
(P.S.찰스 팔코는 이 드라마 각본의 기반이 된 모터사이클 갱조직에 관한 책을 쓰기도 했지만 아직 한국에 공식 번역된 바는 없다.)

## 관련 정보

### 바고스(Vagos MC)에 대해서
모든 에피소드 앞부분에서 신변 보호를 위해 이름,주요 지명 등의 민감한 정보는 바뀌어서 나온다고 강조하나 실제로 존재하는 모터사이클 갱조직으로 규모가 매우 크다. 2003년 당시 그때나 지금이나 세계 최대 규모의 모터사이클 클럽인 Hells Angels MC(헬스 엔젤스 MC)의 일부분이었던 캘리포니아 헬스 엔젤스의 규모에 5배에 달했다고 전해진다. (캘리포니아 서부의 넓은 사막지대는 수많은 모터사이클 클럽의 근원지이고 헬스 엔젤스 역시 마찬가지여서 비록 전체의 일부분에 지나지 않지만 그 세력과 규모가 매우 컸다.)

#### 모터사이클 클럽(MC)에 대한 추가정보
규모가 큰 모터사이클 클럽은 각 지역마다 Chapter라는 분회(일종의 지사)를 두고 President라고 불리는 분회장을 임명해 그곳을 담당시키는 것이 현재 정착된 문화이다. President(분회장) - Vice President(부분회장) - Sergeant At Arms(수위관), Secretary(비서), Treasurer(재정관) 등의 역할을 맡은 간부들 - Full-Patched Members(정식 패치를 달은 단원들) - Prospect(수습 사원들) - Hang-around(동무) 이 서열지도가 가장 일반적인 모습으로 규모가 작으면 일부 역할이 존재하지 않기도 한다. 그리고 모든 분회 위에는 총회장(International President)이라는 절대자가 존재해 새로운 분회를 만들고 특정 지역의 분회장의 행동이 맘에 안들면 분회장을 즉시 바꿀 수 있을 정도의 막강한 권력을 자랑한다. (이 드라마에서 나오는 분회에서도 Secretary나 Treasurer의 역할이 존재하지 않는다.)

## 등장 인물
- 찰스 팔코

이 드라마의 주인공으로 과거 마약을 제조해 팔았던 마약 딜러였다. 파트너 버나드를 만난 이후로 1년에 3주를 일해 1년 수입 10만달러(대략 1억원)의 중간급 딜러에서 한달에 3주를 일하고 월수입이 10만달러(대략 1억원)에 달하는 거물급 딜러로 성장하나 결국 자신이 만든 약에 자신이 빠져 돈을 다 잃고 무엇보다 아내를 잃어버리게 된다. 그리고 경찰에 체포되어 최소 20년의 형량을 선고 받을 예정이었으나 감옥에 가기 싫은 두려움에 자신이 알고 있는 중간급 딜러들을 차례대로 경찰에 팔아 넘기고 결국은 버나드마저 체포되게 도와준다. 이 과정에서 그는 예전의 삶에 대한 회개를 느끼게 된다. 이러한 그를 눈여겨본 ATF(주류,담배,화기 단속국)의 요원인 마이크 코진스키와의 거래를 통해 형량을 줄여주는 대신 비밀요원으로서 그 당시 가장 악명 높은 범죄조직 중 하나였던 바고스 MC, 그 중에서도 가장 잔혹하기로 유명했던 남부 캘리포니아 조직으로 파견되게 되었다. 그의 탁월한 거짓말을 잘하는 능력을 기반으로 분회의 2인자였던 부분회장 키드에게 접근에 성공하고 그들의 무리게 끼어들기에 성공한다. 그의 스트리트 네임은 퀵, 주먹이 빠르다고 해서 붙여진 이름이다.다만 재정적 지원이 아예 없어 낮에는 동네 정비소에서 뼈가 빠지도록 일하고 밤에는 피곤한 몸을 이끌고 그들과 어울리기를 6개월, 키드의 보증으로 드디어 수습사원 승진에 성공하고 본격적으로 바고스에 깊이 들어가게 된다. 스태쉬가 개념없게 행동하고 계속 그를 경찰로 의심해 방영 내내 관계가 안 좋고 그의 스폰서 역할을 해준 키드와는 그가 죽기 전까지 좋은 관계를 유지한다. 리자드와 키드와의 주행 중에 잠시나마 자신이 이 일(범법자 모터사이클 갱)을 한편으로 원하고 있다는 것을 깨닫기도 하고 범죄사건 증거 인멸을 도와주는 등 이중적인 모습을 보여 요원 마이크에게 욕을 먹기도 한다. 도중에 여자친구 수잔나와의 관계가 안 좋아지고 교도소에 가기 싫어 잠입했는데 교도소에 들어가서 한달간 복역까지 하는 아이러닉한 상황에 처하기도 한다. 결국 경찰의 대규모 작전은 성공으로 끝이 나고 30명이 넘는 단원들이 체포되었고 그들이 판결받은 복무기간은 다 합쳐서 200년이 넘는다. 하지만 그가 느낀 것은 성취감이 아니라 허무함 뿐이었다.
- 수잔나

분회장인 스키조의 아내 스텔라의 오랜 친구이자 찰스 팔코의 여자친구로 이 드라마의 긴장감과 갈등관계 조성에 매우 큰 역할을 하였다. 찰스 팔코가 잠입 요원임을 알게 되자 심각한 갈등을 하였지만 결국 그 사실을 발언하지 않음으로써 결과적으로는 자신의 친구인 스텔라대신 찰스 팔코를 선택한다. 하지만 이후 찰스 팔코와 수잔나의 관계가 어떻게 되는지는 설명되지 않아서 모른다.
- 스태쉬

이라크 참전 용사지만 타고 있던 차가 폭발하고 동료들을 잃고 불명예 제대로 군에서 사실쌍 쫓겨난 뒤 바고스의 수습사원으로 2년동안 일한다. 그가 그렇게 오랫동안 수습사원밖에 못 된 이유는 단 하나, 돈이다. 오토바이 살 돈이 없어 정식 단원이 되지 못한다고 찰스 팔코와의 대화에서 밝힌다. 돈이 왜 없는지는 이유를 말하지 않지만 드라마를 보면 누구나 대충은 예상할 수 있다. 그는 마약 중독자이다. 돈을 쥐꼬리만큼 벌어봤자 저축하지 않고 마약 구입에 돈을 다 썼을 것으로 추정할 수 있다.
얼마나 그 정도가 심하면 찰스 팔코가 "그는 항상 약에 쩔어 있어서 뭘 운전할 수 있는 상태가 아니다."라는 발언까지 할 정도이다. 하지만 다행히 그 동안의 노력을 감안해 클럽에서 오토바이를 사주기로 하면서 드디어 풀패치(정식단원은 온전한 패치를 받지만 수습사원은 불완전한 패치를 받아 정식 단원이 달고 다니는 패치를 풀패치라고 한다.)를 받고 정식단원으로 승격하게 된다.
하지만 개구리 올챙이 적 생각못한다는 속담이 바로 떠오를 정도로 그당시 수습 사원이었던 찰스 팔코에게 자만심있고 선배노릇 하는 듯한 행동을 보이기도 한다. 그 역시 수잔나와 함께 트러블메이커로는 1,2위를 다툰다. 지능이 좀 떨어져 항상 사건을 터뜨리고 찰스 팔코와 클럽을 위기에 빠뜨리기도 한다. 결국 경찰에 잡혀가게 된다.
- 키드

Vice President(부분회장)으로 리자드와 함께 오랫동안 바고스에 몸을 담은 인물이다. 나이가 많으나 젋은 여자친구인 레드(Red)와 사귀고 있고 찰스 팔코를 후원해 줌으로써 그가 수습 사원의 길을 걷게 해준다. 팔코가 밀고자 의심을 받았을 때에도 보호해주었고 스태쉬의 팔코를 죽일뻔한 행동에서도 구원해주었다.바고스에서 얼마 안남은 순수한 열정을 지니고 있으며 멕시코에 점찍어논 땅에 집을 짓고 은퇴할 생각까지 하였다. 하지만 자신의 전재산을 털어 마지막으로 마약거래를 해 그 돈으로 은퇴하려 했다. 하지만 거래 지역이 다른 갱들에게 점령당한 상태임을 모르고 접근했다가 폭행을 당하고 돈을 잃어 오토바이를 끌고 그들을 쫓아가다가 급코너길에서 속도를 이기지 못하고 절벽으로 떨어져 아쉽게 생을 마감하고 만다. 찰스 파코는 그의 죽음으로 동료애,형재애를 느끼고 삶이 무너진 듯한 무상감을 느끼는 등 진정한 동료였다.
- 스키조

President(분회장)으로 이 지역 바고스 클럽을 이끌고 있는 인물이다. 겉모습과 행동과 다르게 안 좋은 리더란 무엇인가를 보여주는 전형적인 본보기 예시이다. 단원들이 목숨 걸고 번 돈을 제대로 재분배 안하고 다 빼돌려 매우 좋은 집에서 호화롭게 리자드 표현을 빌리자면 "망할 CEO"처럼 생활한다. 자신이 일으킨 폭력사건으로 클럽원들이 다 같이 교도소에 가게 생겼는데도 사과는커녕 자신이 바고스라는 증거는 없다면서 자신은 그냥 같이 어울리는 사업가라고 주장을 하라는 등 자신만 빠져나가려는 리더답지 못한 행동을 보며 이때 단원들의 신뢰를 잃어버린다. 바고스 국제 회장인 펠릭스에게 밀고자가 클럽 내에 있다는 것으로 찍히고 교도소에 들어가자 결국 스키조 밑의 Sergeant At Arms(수위관)로 있던 "다르코"에게 새로운 분회를 만들라고 지시해 자신의 세력의 절반을 잃어버리게 된다. 결국 판단력이 흐트러져 리자드를 밀고자라면서 렌치로 후려패고 마지막이 돼서야 팔코가 밀고자임을 알고 반실성하게 되고 결국 경찰에게 잡혀가게 된다.
- 다르코

Sergeant At Arms(수위관)으로 덩치가 크고 폭력성이 매우 심하다. 클럽에 위험이 될만한 낯선이가 오면 가차없이 후려패고 어김없이 폭력성을 노출한다. 분회장이 된후 스키조와 공식적으로 대립하고 곧 작전을 마치고 떠날 팔코에게 아무것도 모르고 마약 거래를 제시해 자신의 무덤을 파게 된다. 결국 그도 경찰에 잡혀가 법의 심판을 받게 된다.
- 리자드

Road Captain(로드 캡틴 : 단체 주행시 경로를 지정하고 심지어 대통령 앞에서 전체 대형을 이끄는 역할, 단체 주행 시에는 분회장도 함부로 간섭을 못한다. 오랫동안 바고스에 몸을 담아 존경받는 중장년층이 주로 임명된다.실권은 없는 최고 명예직)으로 찰리 팔코가 그를 "세계적인 오토바이 브랜드의 설립자 윌리엄 할리와 아서 데이비슨을 합친 것보다 오토바이에 대해 더 잘 안다."라고 묘사한 것만 봐도 그가 얼마나 오토바이에 대해 잘 알고 열정이 누구보다 뛰어난 지를 알 수 있다. 그는 완전히 발가벗고 일하는 것을 좋아하지만 분회장마저도 뭐라 말 할 수 없는 연륜을 가지고 있다. 베트남전에서 돌아오자마자 바로 바고스에 입단하였고 약 40년동안 바고스에 몸을 담은 진정한 바고(바고스 단원을 지칭하는 말)이다. 그 당시에는 바고스가 동료애,형제애가 가장 중요시되었던 순수한 사나이들의 모임이였는데 지금은 다 돈 때문에 이러는 것이라면서 요즘 바고스의 실태를 비판하기도 한다. 팔코가 요원 마이크에게 받은 오토바이인 '할리-데이비슨 1992 FLH'의 정비를 요청했을 때 프레임의 일련번호를 보고 그가 잠입요원임을 알았으나 무려 3년동안 이 작전이 끝날 때까지 비밀을 숨겨준다. 스키조에게 억울하게 렌치로 가격당한 후 리자드보고 대피하라고 말하려고 왔던 팔코가 왜 자신을 밀고하지 않은 이유를 물어보자 이렇게 썩어빠진 현재를 완전히 없애버리고 싶었다고 말했다. 그는 마지막으로 한 말은 팔코에게 "오토바이를 계속 가지고 있을 것인가?"라는 질문이었다. 팔코는 리자드의 의중을 이해한 듯 보였지만 냉정하게 다 갖다버릴 것이라고 했다.그는 팔코에게 얻은 대마초를 여유롭게 피면서 체면된 모습으로 평화롭게 경찰에게 체포된다.
- 스텔라

스키조의 여자친구, 자신의 친구인 수잔나와 키스를 하는 등의 애정행각을 아무렇지 않게 하는 등 매우 자유로운 사상의 인물이다.
- 그린

다른 분회인 바고스 오스트레일리아 분회의 일원으로 90년대 중반에 롬포크 교도소에서 복역한 전적이 있고 다르코가 팔코가 자신을 소개하면서 초반에 자신이 90년대 중반에 롬포크 교도소에서 복역했다고 한 말이 진짜인지 가짜인지 의심해서 둘이 만난 적이 있냐면서 소개시켜 주면서 얼굴을 보인다.
나중에 알고보니 그도 ATF와 거래를 한 사이였고 팔코의 거짓말에 신빙성을 보태준 90년대 중반 롬포크 교도소에 있었으나 현재 죽은 한 바고에 대한 이야기도 알고보니 지어낸 것으로 팔코를 살리기 위한 것이었다.이 드라마의 뜬금 반전의 대명사.
- 레드

키드의 여자친구로 머리카락을 빨갛게 하고 다녀서 닉네임이 "레드"임을 추론할 수 있다.키드가 죽자 매우 슬퍼한다.
- 버나드

찰리 팔코를 거물상으로 성장시켜준 일등공신, 그의 배신으로 매우 화가 나 팔코가 롬포크 감옥에서 복역하고 있다는 것을 알게 되자 연줄이 있던 멕시칸 마피아에게 그의 암살을 요구하기도 한다.
- 펠릭스

바고스의 국제 회장으로 바고스의 최상위 권력자.한 지역의 분회장을 바꾸고 새로운 분회를 만들만큼의 엄청난 권력을 쥐고 있어 스키조가 매우 애먹는다.
- 토르

팔코의 교도소 감방 동료로 입을 닥칠 줄 모른다. 피가 절반 이상이 멕시코인이지만 자신은 덴마크인이라면서 백인우월주의단체인 "Wood"에 몸을 담고 있었으나 팔코와 갈등 관계를 맺는다.